# Kobiljak
Kobiljak falu Horvátországban, Sziszek-Monoszló megyében. Közigazgatásilag Dvorhoz tartozik.

## Fekvése
Sziszek városától légvonalban 40, közúton 54 km-re délnyugatra, községközpontjától légvonalban 27, közúton 34 km-re északnyugatra a Báni végvidék déli részén fekszik.

## Története
Az 1683 és 1699 között felszabadító harcokban a keresztény seregek kiűzték a térségből a törököt és a török határ az Una folyóhoz került vissza. Ezután a török uralom alatt maradt boszniai Unamentéről és Közép-Boszniából pravoszláv szerb családok érkeztek a felszabadított területekre. Kobiljak benépesülése is ebben az időszakban kezdődött, majd több hullámban a 18. században is folytatódott. 1696-ban a szábor a bánt tette meg a Kulpa és az Una közötti határvédő erők parancsnokává, melyet hosszas huzavona után 1704-ben a bécsi udvar is elfogadott. Ezzel létrejött a Báni végvidék (horvátul Banovina), mely katonai határőrvidék része lett. 1745-ben megalakult a Petrinya központú második báni ezred, melynek fennhatósága alá ez a vidék is tartozott.
1881-ben megszűnt a katonai közigazgatás és Zágráb vármegye Kostajnicai járásának része lett. 1918-ban az új szerb-horvát-szlovén állam, majd később Jugoszlávia része lett. A második világháború idején a Független Horvát Állam része volt, de szerb lakossága fellázadt a fasiszta hatalom ellen. A falu 1991. június 25-én jogilag a független Horvátország része lett, de szerb lakói a Krajinai Szerb Köztársasághoz csatlakoztak. A falut 1995. augusztus 8-án a Vihar hadművelettel foglalta vissza a horvát hadsereg. A lakosság többsége elmenekült. Később néhány, főként idős ember visszatért, de a falu mára lényegében kihalt.

## Népesség
| Lakosság változása | Lakosság változása | Lakosság változása | Lakosság változása | Lakosság változása | Lakosság változása | Lakosság változása | Lakosság változása | Lakosság változása | Lakosság változása | Lakosság változása | Lakosság változása | Lakosság változása | Lakosság változása | Lakosság változása | Lakosság változása |
| ------------------ | ------------------ | ------------------ | ------------------ | ------------------ | ------------------ | ------------------ | ------------------ | ------------------ | ------------------ | ------------------ | ------------------ | ------------------ | ------------------ | ------------------ | ------------------ |
| 1857               | 1869               | 1880               | 1890               | 1900               | 1910               | 1921               | 1931               | 1948               | 1953               | 1961               | 1971               | 1981               | 1991               | 2001               | 2011               |
| 392                | 426                | 423                | 519                | 558                | 562                | 521                | 500                | 278                | 263                | 268                | 221                | 186                | 151                | 6                  | 0                  |